# Высадка в заливе Сувла
Высадка в заливе Сувла (англ. Landing at Suvla Bay, тур. Anafartalar Cephesi) — десантная операция британской армии во время Дарданелльской операции Первой мировой войны, осуществленная 6—15 августа 1915 года.
Боевые действия — Десант Британской Империи в количестве 3 пехотных дивизии высаживался в заливе Сувла на эгейском побережье Галлиполийского полуострова. Высадка была назначена на 6 августа 1915 года, с целью содействия наступления частей АНЗАКа, которые находились на 8 км южнее залива Сувла. Высадка пошла неудачно и нерешительно. После высадки передовые части британской армии пошли в атаку на две возвышенности, которые господствовали на заливом. В итоге занять эти возвышенности британцам удалось но с огромными потерями, в итоге продвинуться дальше они не смогли и были разгромлены турецкой армией во главе  Мустафа Кемаль. Высадка в Сувле — одно из самых кровопролитных сражений в английской военной истории. После 15 августа командующий британскими войсками в Сувле генерал Стопфорд был уволен с должности.

## Боевые действия
Десант высаживался в заливе Сувла на эгейском побережье Галлиполийского полуострова. Высадка была назначена на 6 августа 1915 года, с целью содействия наступления частей АНЗАКа, которые находились на 8 км южнее залива Сувла.
Высадка пошла неудачно и нерешительно. После высадки передовые части британской армии пошли в атаку на две возвышенности, которые господствовали над заливом. В итоге занять эти возвышенности британцам удалось, но продвинуться дальше они не смогли. 9 августа британцы возобновил наступление на высоты Чунук-Баир, гуркхи взяли высоту, но попали под дружеский огонь корабельной артиллерии. 10 августа Мустафа Кемаль отбил высоту. 12 и 15 августа британцы предприняли две безуспешные атаки на турецкие позиции, во время одной из них британцы потеряли целый полк.
Высадка в Сувле — одно из самых кровопролитных сражений в английской военной истории. После 15 августа командующий британскими войсками в Сувле генерал Стопфорд был уволен с должности.